# 鶴田由香
鶴田 由香（つるた ゆか、1975年8月11日 - ）は、元テレビ愛媛のアナウンサーで、気象予報士。NHKの気象情報にも出演した。

## 略歴
埼玉県出身。成蹊大学文学部卒業。大学時代、ファッション雑誌「JJ」の特派記者を体験。1998年4月、愛媛放送株式会社（現・株式会社テレビ愛媛）に入社、「めざましテレビ」リポーターや「一番出し!EBCスーパーニュース」のお天気キャスター、キャスターなどで活躍した。この間、1998年10月には気象予報士の資格を取得している。
2003年12月に番組を降板して翌年1月、愛媛放送を退社。有限会社気象環境サービスに籍を置き、気象予報士としての活動を本格化させる。2004年9月、石田直佳（現・舘道直佳）の後任としてNHK総合テレビの関東甲信越向け気象情報のキャスターに起用され、2005年3月から2006年3月にかけて、NHK-BS1でBS気象情報のキャスターを担当した。
その後圭三プロダクションに移籍し、現在は株式会社アイヴィジョンにてC-PRO経営者インタビューを担当。
血液型A型。愛媛放送時代の公式HPによると、趣味は「はじっこ探訪」（「秘境めぐりみたいなもん」とのこと）。

## 主な出演番組
- 「一番出し!EBCスーパーニュース」（木・金） （愛媛放送、〜2003年12月）
- 「めざましテレビ」　（愛媛放送、2000年〜2003年12月16日）
- 「気象情報」 （21:58、関東・甲信越、月〜金） （NHK総合テレビ、2004年10月4日〜2005年3月25日）
- 「BS気象情報」 （11時〜17時台、月〜金） （NHK-BS1、2005年3月28日〜2006年3月31日）
- 「聴く日経」（木）（ラジオNIKKEI、2007年10月4日〜2009年3月26日）

## 参考記事
- FLASH　（1999年2月9日号　「笑えるエピソード満載…地方局女子アナ名鑑!　四国の注目株! 鶴田由香アナ」）
- 愛媛新聞　（1998年11月15日朝刊　「素顔のままで〜テレビ愛媛　鶴田由香さん〜お天気はロマン」）